# Obrium albifasciatum
Obrium albifasciatum är en skalbaggsart som beskrevs av Bates 1872. Obrium albifasciatum ingår i släktet Obrium och familjen långhorningar.
Artens utbredningsområde är:
- Costa Rica.
- Honduras.
- Nicaragua.
- Panama.

Inga underarter finns listade i Catalogue of Life.